# Anne Francine
Anne Hollingshead Francine (Atlantic City, 8 agosto 1917 – New London, 3 dicembre 1999) è stata un'attrice statunitense, attiva in campo teatrale, televisivo e cinematografico.

## Biografia
Cresciuta a Filadelfia, Anne Francine è entrata nel mondo dello spettacolo come cantante da cabaret negli anni trenta, facendo il suo esordio al Coq Rouge di New York prima di esibirsi anche al Copacabana e all'Hotel Algonquin. Nell'immediato secondo dopoguerra si esibì anche a Londra e Parigi, dove fu apprezzata interprete dell'opera di Cole Porter e Jerome Kern.
Nel 1954 fece il suo esordio a Broadway con la commedia By the Beautiful Sea con Shirley Booth a cui seguì The Great Sebastians con Alfred Lunt e Lynn Fontanne. Dopo aver sostituito Helen Hayes in una produzione de La scuola della maldicenza in scena a Phoenix, Francine è tornata a Broadway per interpretare Vera Charles nel musical Mame. Il ruolo di Vera si rivelò il maggior successo di Francine sulle scene e l'attrice continuò a interpretarlo anche nel secondo tour statunitense (1968) e in un revival a Broadway (1983), sempre accanto alla Mame Dennis di Angela Lansbury. Nel 1987 ha recitato per l'ultima volta a Broadway in un revival del musical Anything Goes con la colonna sonora di Cole Porter e Patti LuPone nel ruolo della protagonista.
In campo televisivo è nota soprattutto per aver recitato nei panni dell'antagonista Flora Simpson Reilly nella serie TV Harper Valley PTA, mentre sul grande schermo è stata la psichiatra in Giulietta degli spiriti e ha interpretato altri ruoli minori in Selvaggi e Mr. Crocodile Dundee.

## Filmografia parziale

### Cinema
- Giulietta degli spiriti, regia di Federico Fellini (1965)
- Selvaggi (Savages), regia di James Ivory (1972)
- Mr. Crocodile Dundee ("Crocodile" Dundee), regia di Peter Faiman (1986)

### Televisione
- Studio One – serie TV, 1 episodio (1953)
- The Nurses – serie TV, episodio 1x22 (1963)
- Missione impossibile (Mission: Impossible) – serie TV, 1 episodio (1972)
- Harper Valley P.T.A. – serie TV, 30 episodi (1981-1982)
- La valle dei pini (All My Children) – serie TV, 1 episodio (1983)